# John Broughton
John Broughton es un astrónomo aficionado australiano nacido en Sídney en 1952. Es un prolífico descubridor de asteroides.

## Actividad astronómica
Desde el observatorio privado que tiene en Reedy Creek, Queensland, ha descubierto más de 1000 asteroides entre 1997 y 2008, uno de los cuales es (186844) 2004 GA1, un NEO de gran tamaño. Es el descubridor de los cometas P/2005 T5 (Broughton) y C/2006 OF2 (Broughton).

## Eponimia
- El asteroide (24105) Broughton está nombrado en su honor.[1]